# Escudo de Florida (departamento)
El Escudo de Florida posee un brazo, que representa a la fortaleza, lleva consigo el Acta de la Independencia firmada el 25 de agosto de 1825 en Asamblea de Florida.
El aro y los tres eslabones, con el último abierto, urgen el quiebre con la esclavitud del poder extranjero desechado por la máxima voluntad del Pueblo Oriental en el susodicho documento. El metal de plata del cuadro derecho alude a la integridad, a la firmeza, a la vigilancia y a la oratoria de los nacidos en sus confines.
Los tres caballos y el jinete hacen referencia a las luchas por la independencia con reminiscencias en la Batalla de Sarandí bajo el liderazgo del General Juan Antonio Lavalleja: "Carabina a la espalda y sable en mano". 
El pintado gules del cuartel encarna la fortaleza y victoria de quienes formaron parte de la causa.
La Piedra Alta, en las orillas del Santa Lucía Chico, es el motivo por la cual se denomina a Florida "Altar de la Patria". Los representantes de 1825 pronunciaron allí a las tropas y al pueblo el Acta de la Declaratoria de la Independencia. La plata tiene connotaciones de pureza y su esmaltado, esperanza, libertad y fe. 
El color del cuartel en punta es símbolo de justicia, verdad y honestidad al susodicho principio independentista.
Su insignia de Libertad y Progreso son el resultado de la voluntad de sus habitantes; la llama de fuego, el deseo de gloria por el heroísmo, y las dos ramas de laurel el renombre de la gracia pretendida para esta tierra.
El escudo fue creado en 1939 por Juan Antonio Cabrera.
- Datos: Q8777926